# Аврелий Цельсин
Аврелий Цельсин (лат. Aurelius Celsinus) — римский государственный деятель середины IV века.
Возможно, родственником Цельсина был консул 337 года Фабий Тициан. В 338—339 годах Цельсин занимал должность проконсула провинции Африка. Кроме того, он дважды был префектом Рима: с 25 февраля 341 года по 1 апреля 342 года и с 1 марта 351 года по 1 мая того же года.